# Edward Jones (musicien)
Pour les articles homonymes, voir Edward Jones et Jones.

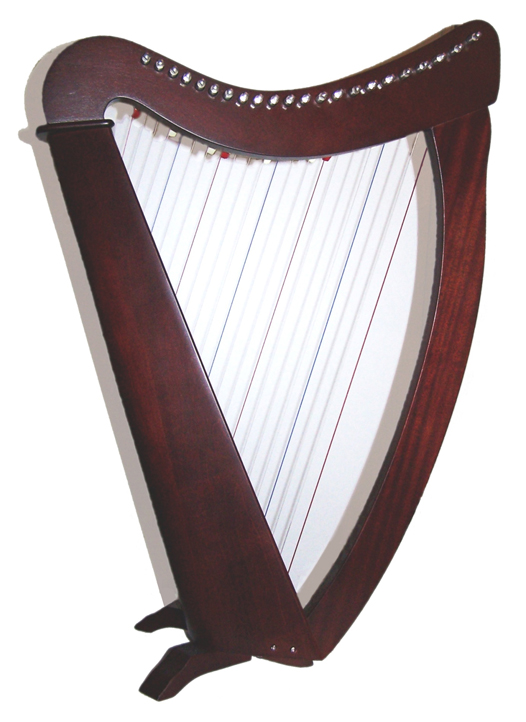
Harpe celtique

Edward Jones, né en mars 1752 à Llandderfel dans le Gwynned et mort le 18 avril 1824, est un musicien gallois. Jones est connu à la fois comme harpiste, barde, compositeur, arrangeur, mais aussi collecteur et éditeur d'airs traditionnels. Il est harpiste officiel du prince de Galles, et il adopte le nom de barde Bardd y Brenin lorsque celui-ci accède au trône royal en 1820 sous le nom de George IV.
Jones arrive à Londres en 1775, et trouve le soutien de personnalités galloises ainsi que de Charles Burney. Il devient professeur de harpe auprès de nombreuses familles aisées. Il obtient le poste de harpiste officiel du prince de Galles vers 1790, et prend ses quartiers dans le palais St. James en 1805.
Jones laisse une œuvre importante pour l'histoire de la musique, en particulier pour la publication des trois volumes de Musical and Poetical Relicks of the Welsh Bards qui rassemblent mélodies et textes traditionnels de la culture galloise.
Il publie par ailleurs près de vingt volumes de chansons arrangées pour harpe, clavecin et piano, parmi lesquelles bon nombre sont de sa propre composition. Il est également le premier à avoir publié un recueil de penillion (chant traditionnel gallois)
.